# Ludmyła Naumenko
Ludmyła Hryhoriwna Naumenko (ukr. Людмила Григорівна Науменко; ur. 30 czerwca 1993 w Pomokli) – ukraińska koszykarka występująca na pozycji niskiej skrzydłowej, reprezentantka kraju.

## Osiągnięcia
Stan na 21 marca 2024, na podstawie, o ile nie zaznaczono inaczej.

### Drużynowe
- Mistrzyni:
  - Francji (2017)[3]
  - Kazachstanu (2015)[4]
  - Belgii (2016)[5]
- Wicemistrzyni:
  - Turcji (2019)
  - Ukrainy (2012, 2014)[6]
  - Kazachstanu (2016)[7]

### Indywidualne
(* – nagrody przyznane przez portal eurobasket.com)
- Najlepsza środkowa ligi kazachskiej (2016)*[7]
- Zaliczona do*:
  - I składu ligi kazachskiej (2016)[7]
  - II składu ligi ukraińskiej (2014)[6]

### Reprezentacja

#### Seniorska
5x5
- Uczestniczka:
  - mistrzostw Europy (2017 – 10. miejsce, 2019 – 16. miejsce)[8][9]
  - kwalifikacji do Eurobasketu (2017, 2019, 2021)

3x3
- Uczestniczka mistrzostw Europy 3×3 (2014 – 9. miejsce)[10]

#### Młodzieżowe
5x5
- Uczestniczka mistrzostw Europy:
  - U–20 (2011 – 6. miejsce, 2012 – 7. miejsce, 2013 – 11. miejsce)
  - U–18 (2010 – 7. miejsce, 2011 – 15. miejsce)